# Government Gazette (Südafrika)
Die Government Gazette (Afrikaans: Staatskoerant), kurz oft nur Gazette genannt, ist das offizielle gedruckte Mitteilungsorgan der Republik Südafrika und dient zur Kommunikation der Regierung mit der allgemeinen Öffentlichkeit. Es wird von der Regierung des Landes unter diesem Namen seit 1961 herausgegeben. Die Vorläuferpublikation erschien mit der Bezeichnung Union of South Africa government gazette.

## National Gazette
Die Government Gazette dient zur offiziellen Verlautbarung der vom Parlament beschlossenen Gesetze, der Erklärungen des Präsidentenamtes und aller Ministerien. Die hier verkündeten Informationen sind Gesetze (acts), Proklamationen (proclamations), Bekanntmachungen (notices), Erklärungen oder Grundsatzpapiere sowie Angelegenheiten bezüglich von Firmenregistrierungen, Landrestitutionen, Lizenzen und Zulassungen. Die technische Herstellung der Gazette liegt in den Händen der Staatsdruckerei (Government Printing Works – GPW) in Pretoria.

### Gliederung
|          | Government Gazette (GG)                                                         | Government Gazette (GG)              |
| -------- | ------------------------------------------------------------------------------- | ------------------------------------ |
| Ausgaben | nicht bezeichnet bzw. Regulation Gazette (RG)                                   | Legal Notices                        |
| Inhalt   | Proclamation (P) Government Notice (GoN) General Notice (GeN) Board Notice (BN) | A: Business etc. B: Sales C: General |

Die Government Gazette hat eine durchlaufende Zählung der Ausgaben seit 1961 (gelegentlich hat eine Nummer mehrere Teile); Ausgaben der Regulation Gazette werden zusätzlich eigens gezählt. Daneben besteht eine Bandzählung. Inhalte wie Proclamations usw. werden jährlich durchnummeriert (in der Regulation Gazette ist ein R vorangestellt); Inserate in den Legal Notices sind ungezählt. Acts werden zusätzlich eigens gezählt.
Beispiel:
- GG 36743, GoN 615/Act 10 of 2013 (in Vol. 578) (Superior Courts Act, 2013)
- GG 36774/RG 10006, P 36 (in Vol. 578) (dessen Inkraftsetzung)

## Südafrikanische Provinzen
In den Provinzen Südafrikas werden von den Provinzregierungen eigene Amtsblätter herausgegeben, die in Anlehnung an das gesamtstaatliche Mitteilungsorgan benannt sind, beispielsweise Provincial Gazette of KwaZulu-Natal.

## Südwestafrika/Namibia (1915–1990)
Mit dem Mandat des Völkerbundes zur Verwaltung der vormaligen Kolonie Deutsch-Südwestafrika durch die Südafrikanische Union bzw. spätere Republik Südafrika entwickelte sich eine von der Regierung in Pretoria geführte SWA-Administration, die ein eigenes offizielles Mitteilungsorgan im Sinne eines Gesetzblattes publizierte. Es erschien von 1921 bis 1990 unter dem Titel Official Gazette of South West Africa (1915–1920: Official gazette of the Protectorate of South-West Africa in military occupation of the Union forces). Darin wurden die Rechtsvorschriften und amtlichen Mitteilungen des jeweiligen Administrator bzw. Administrator-General von Südwestafrika veröffentlicht.